# Слубиці (гміна, Слубицький повіт)
Гміна Слубіце (пол. Gmina Słubice) — місько-сільська гміна у північно-західній Польщі. Належить до Слубицького повіту Любуського воєводства.
Станом на 31 грудня 2011 у гміні проживало 19965 осіб.

## Площа
Згідно з даними за 2007 рік площа гміни становила 185.42 км², у тому числі:
- орні землі: 45.00%
- ліси: 37.00%

Таким чином, площа гміни становить 18.55% площі повіту.

## Населення
Станом на 31 грудня 2011:
| Опис     | Загалом | Загалом | Чоловіки | Чоловіки | Жінки | Жінки |
| -------- | ------- | ------- | -------- | -------- | ----- | ----- |
| одиниця  | осіб    | %       | осіб     | %        | осіб  | %     |
| все      | 19965   | 100     | 9591     | 48.04    | 10374 | 51.96 |
| міське   | 17046   | 100     | 8130     | 47.69    | 8916  | 52.31 |
| сільське | 2919    | 100     | 1461     | 50.05    | 1458  | 49.95 |

## Сусідні гміни
Гміна Слубіце межує з такими гмінами: Ґужиця, Жепін, Цибінка.